# 古北口娘娘庙

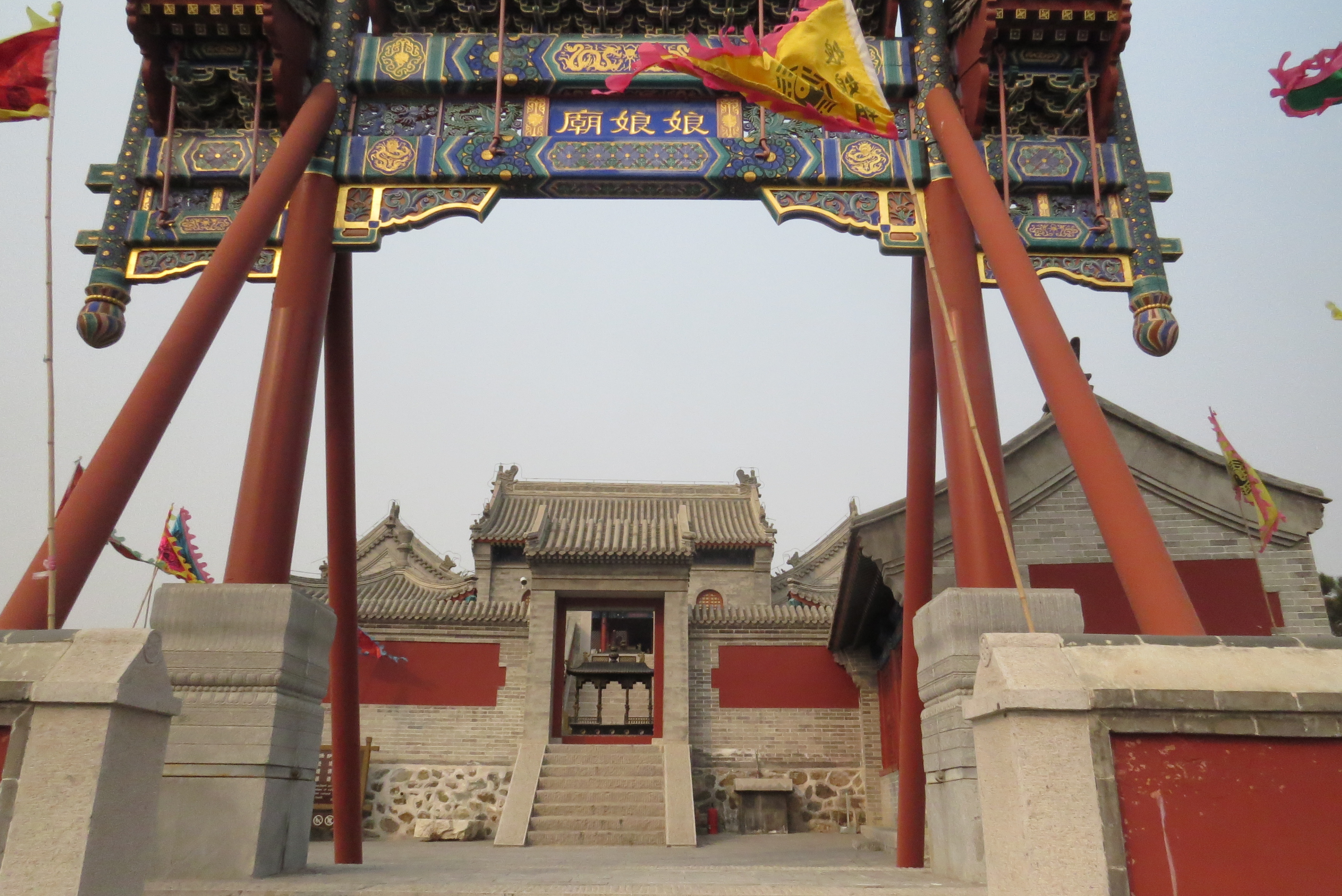
古北口娘娘庙，摄于2015年2月

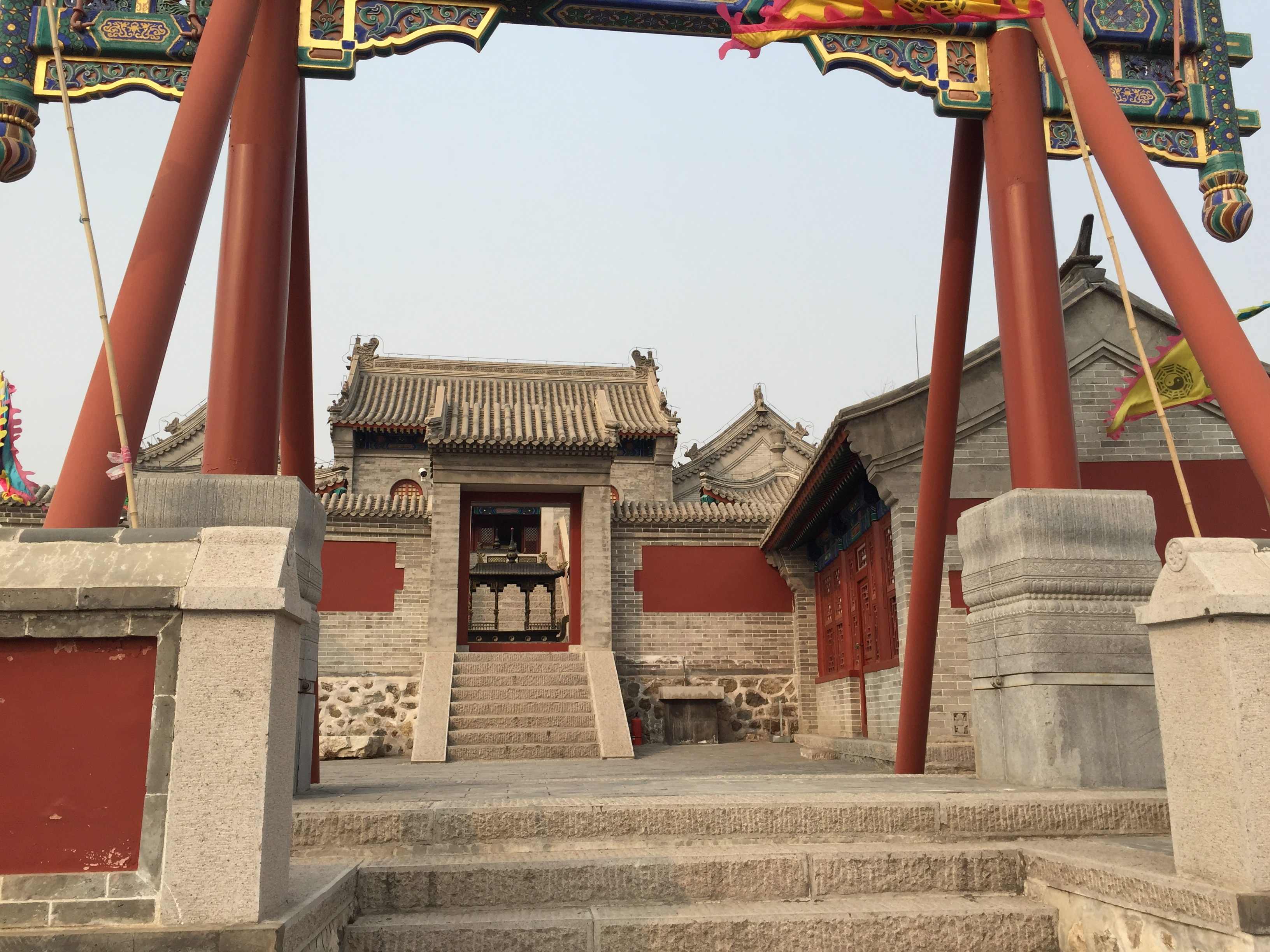
古北口娘娘庙，摄于2015年2月

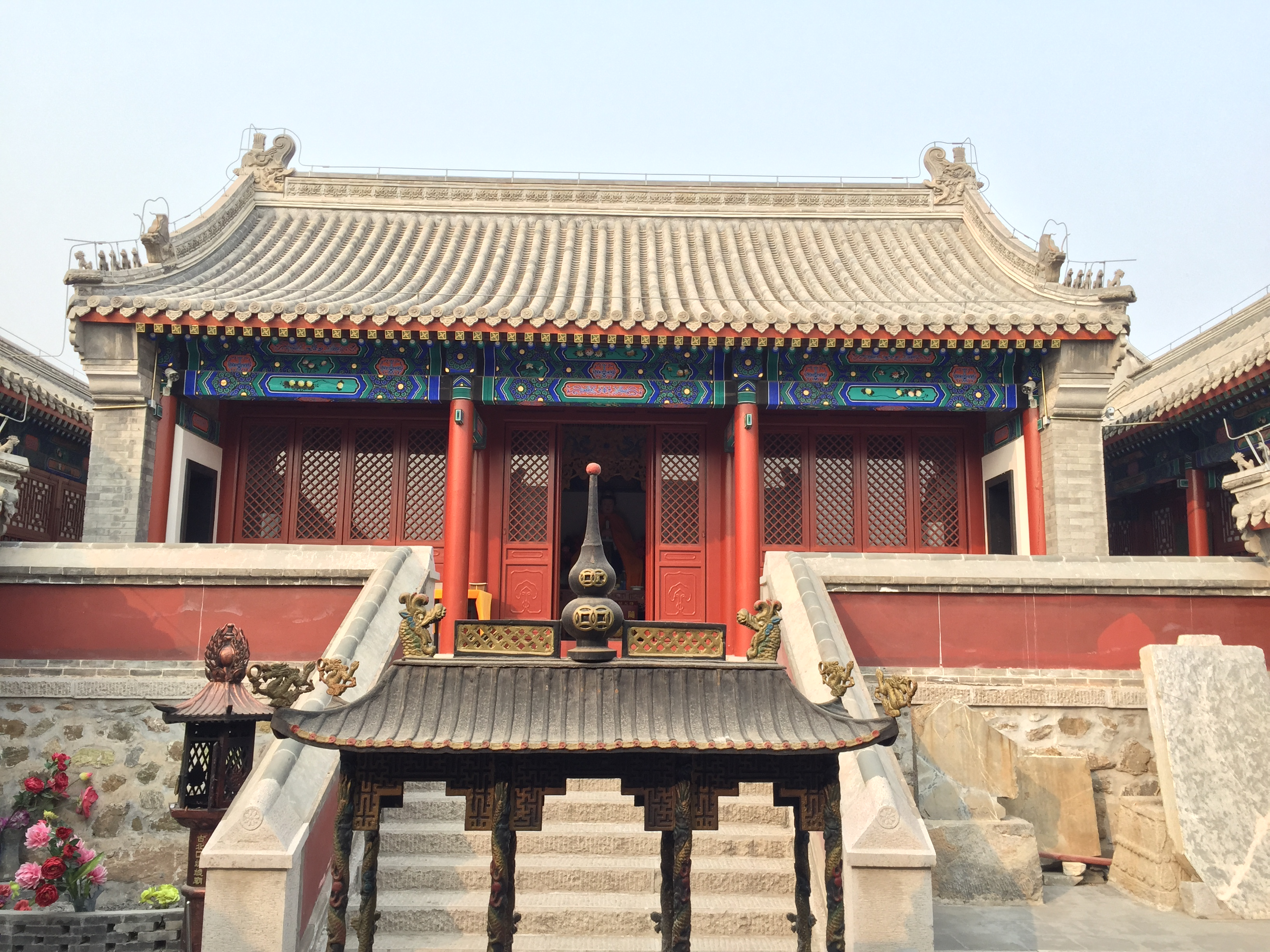
古北口娘娘庙，摄于2015年2月

古北口娘娘庙，位于北京市密云县古北口镇古北口村，是一座道教坤道宫观。

## 历史
古北口镇内庙宇共72处，现存20多处。21世纪初，古北口镇先后投入2亿元人民币，修复了包括古北口娘娘庙在内的9处庙宇，并且抢救性修缮了古北口长城及小城等历史建筑。在中共密云县委、密云县人民政府及社会各界的支持下，古北口娘娘庙在2014年竣工。
2014年6月23日，古北口娘娘庙举行宗教活动场所颁证典礼。北京市宗教局委员李胜勇、北京市道教协会会长黄信阳、密云县副县长郭洪泉出席。中共密云县委统战部、密云县民宗侨办、古北口镇领导及道教界人士参加。密云县副县长郭洪泉为古北口娘娘庙民管会主任来逢霞道长颁发宗教活动场所证。古北口娘娘庙是密云县首个开放为宗教活动场所的道教宫观。此次开放为坤道宫观。

## 建筑
古北口娘娘庙位于古北口村的福峰山顶，共有三层大殿。
- 山门
- 四大天王殿：进山门为四大天王殿，是前殿。
- 玉皇大帝殿：是后殿。东西两侧为禅堂。正门有十多级台阶通向殿内。

娘娘庙外四周为山崖，庙外右侧称“跳山涧”。娘娘庙供奉的娘娘和平谷丫髻山、密云玉指山娘娘庙供奉的都是赵公明财神的三个妹妹：云霄、碧霄、琼霄。每年农历四月十八日，为古北口娘娘庙的娘娘诞辰，庙会从农历四月十六日至十九日。

## 历任住持
- 来逢霞（2014年-）